# Michael Hogan
Michael Hogan (Londres, 1893 – 1977) foi um ator e roteirista britânico. Hogan escreveu os roteiros para filmes britânico e norte-americano.

## Filmografia selecionada
Ator
- Bolibar (1928)
- Windjammer (1930)
- The Lyons Mail (1931)
- Dance Pretty Lady (1932)
- The Mayor's Nest (1932)
- The Flag Lieutenant (1932)
- The River Wolves (1934)
- The Last Journey (1936)

Roteiros
- Squibs (1935)
- The Passing of the Third Floor Back (1935)
- Take My Tip (1937)
- King Solomon's Mines (1937)
- Arabian Nights (1942)
- Forever and a Day (1943)
- Appointment in Berlin (1943)
- Tall in the Saddle (1944)
- Fortunes of Captain Blood (1950)